# Siurell

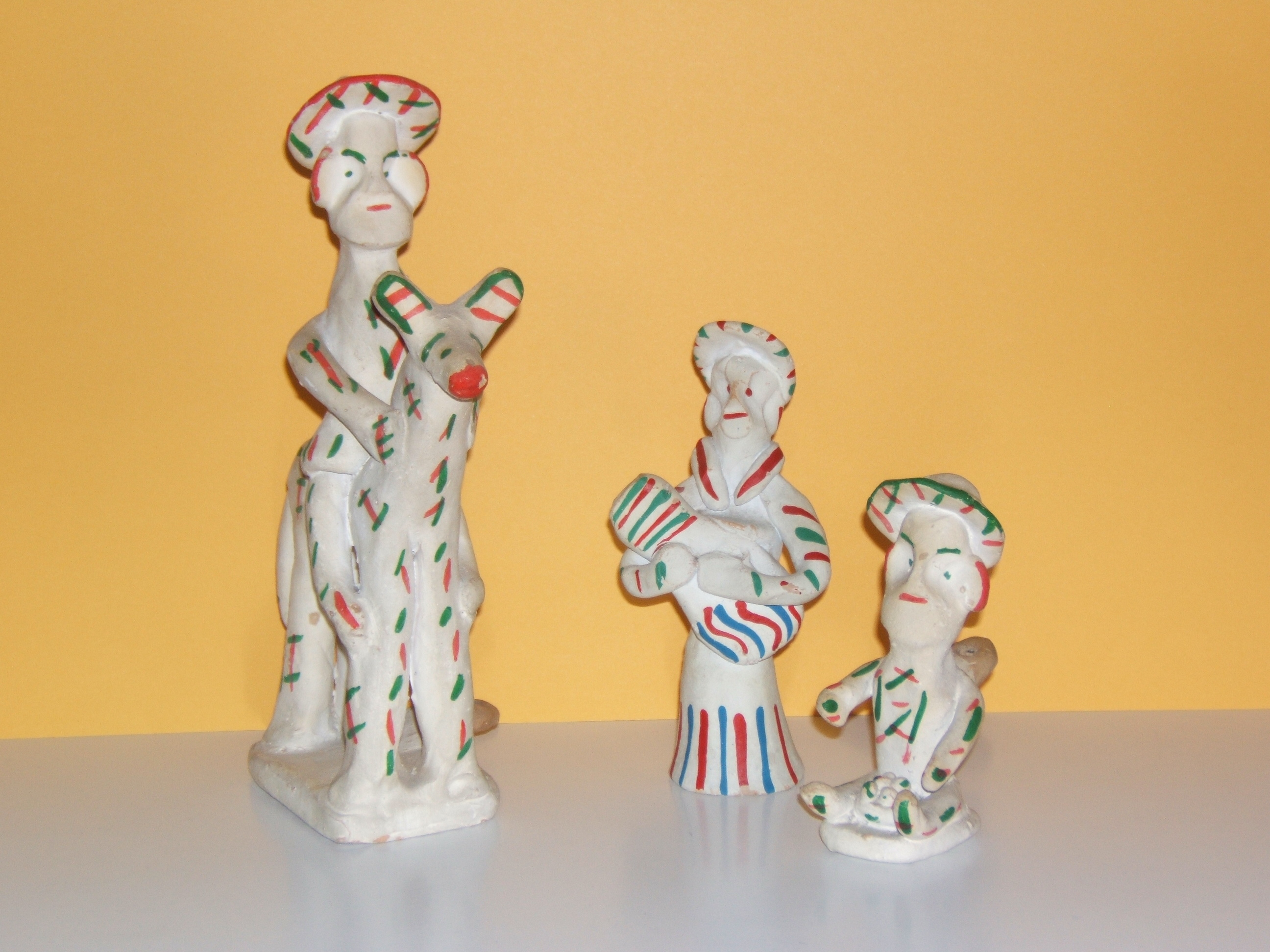
Siurells, siulets o xiulets.

El siurell es una figurilla de barro con un silbato adosado, característica de la alfarería mallorquina, en España.

## Origen
Elaborados desde tiempo inmemorial, los siurells (también siulets o xiulets, silbatos o silbadores) no son de origen musulmán. Especialistas como Rosselló Bordoy, Natacha Seseña o Corredor-Matheos aceptan su relación con la cerámica minoica cretense.
Como instrumento se usó por ganaderos y pastores para controlar sus rebaños e incluso componer canciones que perviven en algunas danzas folclóricas mallorquinas.
Figuritas y formas similares se dan en otras islas del Mediterráneo (Ibiza, Cerdeña o Creta), y también en la Península ibérica (por ejemplo los pitos de Andújar, asimismo silbatos de barro).

## Descripción
El siurell es una figurilla de arcilla modelada rudamente con los dedos y sujeta sobre una peana a la que se adosa un silbato que da nombre al juguete-instrumento. Tradicionalmente está hecho a mano por mujeres (antes ayudadas también por niños). Una vez cocido, se sumerge en un baño de cal sujetando la figura por el silbato que de ese modo permanece limpio. Una vez seca la engalba de cal, se decora con rayas y puntos de varios colores -verde, rojo, azul, amarillo- obtenidos con simples anilinas disueltas en agua. Aunque este procedimiento, primitivo, barato y ecológico, aún se mantiene, la creciente demanda turística y el propio progreso han conseguido que la cal se sustituya por pintura blanca industrial y que se fabriquen piezas vidriadas.
Los modelos son muy variados: desde las figuras fantásticas, pseudo-míticas y misteriosas como animales, gigantes, demonios y enanos, hasta representaciones cotidianas, antes rurales y más recientemente posindustriales (motos, aviones, futbolistas). También ha evolucionado el tamaño: de los diez a veinte centímetros del pequeño siurell tradicional se ha llegado a figuras de hasta medio metro de envergadura.
Entre las figuras antropomorfas son constantes de 'diseño' las mujeres con anchos sombreros o tiaras y faldas acampanadas –que sirven de base a la pieza–, con brazos alzados como si bailaran. Los hombres, con sombrero y cayado, de pie o en cuclillas, o bien sobre una caballería. Entre las zoomorfas destaca el toro de exagerada cornamenta y alas de mariposa.
La etnógrafa Guadalupe González-Hontoria explica la tradición de comprar el siurell en ferias o romerías y llevarlo a los niños que habían confiado su dinero al padre, tío o vecino que hizo la comanda. De ahí la frase de despedida que el mayor pronunciaba al salir hacia el mercado: "tu siularás" (si le había dado dinero de sus pequeños ahorros) o "tu no siularás", si el pequeño no se decidió a confiárselo.

## Producción
Antiguamente se fabricaban en muchos alfares de la isla de Mallorca, la mayoría desaparecidos: Llubí, Felanich, Sinéu, Manacor, Petra... Continúa la producción en Inca, Santa María del Camino y especialmente en dos localidades del municipio de Marrachí: La Cabaneta y Pórtol, y en otro centro exclusivo: Consell.
Uno de los talleres de mayor tradición en La Cabaneta es el de "Ca Madò Bet des Siurells", creado hace cien años por Isabel Amengual, más conocida como Madò Bet. Siguió su trabajo su hija Francisca Palou y luego su nieta Coloma.
El carácter emblemático del siurell hizo que desde los años setenta se otorgase el «Premio Siurell de Plata» al mallorquín del año; así, a José Amengual en 1973, María del Mar Bonet en 1974, o Chenoa en 2005.